# Querary
Querary – rzeka w Kolumbii w dorzeczu Amazonki. Querary jest dopływem rzeki Rio Negro.